# Chrysonotomyia locustivora
Chrysonotomyia locustivora is een vliesvleugelig insect uit de familie Eulophidae. De wetenschappelijke naam is voor het eerst geldig gepubliceerd in 1921 door Rohwer.